# Graubinden-Zaunkönig
Der Graubinden-Zaunkönig (Campylorhynchus megalopterus) ist eine Vogelart aus der Familie der Zaunkönige (Troglodytidae), die in Mexiko endemisch ist. Der Bestand wird von der IUCN als nicht gefährdet (Least Concern) eingeschätzt.

## Merkmale
Der Graubinden-Zaunkönig erreicht eine Körperlänge von etwa 17,0 bis 19,5 cm bei einem Gewicht von ca. 32,8 bis 33,5 g. Er hat einen gräulichen Oberkopf mit schwarzen Federn in der Mitte, die Schultern und der Rücken sind schwarz, wobei der Nacken weißliche Streifen aufweist. Der Rücken ist auffällig weiß gestreift. Die Schwungfedern und Steuerfedern sind schwarz und schmutzig weiß gebändert. Die weißliche Kehle und Brust ist von auffälligen schwarzen Punkten durchzogen, die Flanken sind gelbbraun mit unklar gezeichneten schwarzen Streifen. Die Augen sind rötlich braun, der Oberschnabel schwärzlich, der Unterschnabel größtenteils grauschwarz und die Beine bräunlich fleischfarben. Beide Geschlechter ähneln sich im Aussehen. Bei Jungtiere ist das Gefieder überwiegend eher gelbbraun bis bräunlich, mit einem klar erkennbaren braunen Oberkopf. Am Rücken finden sich keine auffälligen Streifen, ebenso keine Flecken an der Brust.

## Verhalten und Ernährung
Nur wenig ist über die Ernährung des Graubinden-Zaunkönigs bekannt. Vermutlich ernährt er sich überwiegend von Wirbellosen. Sein Schnabel ist schmaler als der vieler Mitglieder der Gattung, was darauf hinweisen könnte, dass er kleinere Beute frisst. Die meiste Zeit verbringt er mit der Untersuchung von Epiphyten, Moosen und Flechten sowie von Kiefernzapfen. Er scheint sein Futter nicht am Boden zu suchen.

## Lautäußerungen
Der Gesang des Graubinden-Zaunkönigs besteht aus schnellem harten Geschnatter. Beide Geschlechter singen im Duett. Der Alarmruf ist ein harter karrr-Laut.

## Fortpflanzung
Die Brutbiologie des Graubinden-Zaunkönigs ist bisher wenig erforscht. Die Brutsaison ist vermutlich von Mai bis Juni. Nur wenige Nester wurden als kugelförmige Struktur aus Moos gebaut und mit Seiteneingang beschrieben. Diese befanden sich 15 bis 20 Meter über dem Boden in Eichen-, Nadel- oder Erdbeerbäumen. Das Gelege ist bisher nicht beschrieben. Ebenso fehlen Information zur Brutzeit und Zeit, bis die Nestlinge flügge werden. Brütende Tiere werden durch Helfer bei der Aufzucht unterstützt.

## Verbreitung und Lebensraum

Verbreitungsgebiet des Graubinden-Zaunkönigs

Der Graubinden-Zaunkönig bevorzugt verschiedene Bergwälder, inklusive Eichen- und Kiefernwälder und epiphytische Wälder. In Michoacán gehören auch hoch gewachsene Tannenbestände zu seinem Lebensraum. Er kommt sowohl in unberührtem Habitat vor als auch in Gebieten, die stark abgeholzt wurden. Er bewegt sich in Höhenlagen von 2100 bis 3150 Metern. Während die Nominatform in den Höhenlagen Zentralmexikos von Jalisco und Michoacán östlich bis Westpuebla vorkommt, ist C. m. nelsoni vom östlichen Puebla über das westliche zentrale Veracruz und das nördliche Oaxaca verbreitet.

## Migration
Es wird vermutet, dass der Graubinden-Zaunkönig ein Standvogel ist.

## Unterarten
Es sind zwei Unterarten bekannt:
- Campylorhynchus megalopterus megalopterus Lafresnaye, 1845[3] kommt in Zentralmexiko vor.
- Campylorhynchus megalopterus nelsoni (Ridgway, 1903)[4] ist im südlichen zentralen Mexiko verbreitet. Die Unterart ist kleiner, als die Nominatform. Die Unterseite ist eher gräulich braun als schwarz markiert.[1]

## Etymologie und Forschungsgeschichte
Die Erstbeschreibung des Graubinden-Zaunkönigs erfolgte 1845 durch Frédéric de Lafresnaye unter dem wissenschaftlichen Namen Campylorhynchus megalopterus. Das Typusexemplar stammte aus pauschal Mexiko. 1824 führte Johann Baptist von Spix die für die Wissenschaft neue Gattung Campylorhynchus ein. Dieser Name leitet sich von „campylos, camptō καμπυλος, καμπτω“ für „gebogen, biegen“ und „rhynkhos ῥυγχος“ für „Schnabel“ ab. Der Artname „megalopterus“ ist ein griechisches Wortgebilde aus „megas, megalē μεγας, μεγαλη“ für „groß“ und „-pteros, pteron -πτερος, πτερον“ für „-flügelig, Flügel“. „Nelsoni“ ist dem Naturforscher Edward William Nelson gewidmet.